# Petung Sewu
Petung Sewu is een bestuurslaag in het regentschap Malang van de provincie Oost-Java, Indonesië. Petung Sewu telt 3239 inwoners (volkstelling 2010).